# Мятежная станция
«Мятежная станция» (англ. Severed Dreams) — эпизод третьего сезона научно-фантастического сериала «Вавилон-5». В 1997 году эпизод был награждён премией Хьюго за лучшую постановку.

## Основной сюжет
К станции «Вавилон-5» с боями пробивается последний корабль генерала Хейга «Александер». Тем временем в Земном Альянсе разрастается кризис. Кларк начинает бомбардировку мирных объектов на Марсе. Об этом сообщается в Межзвездных Новостях. Так же в выпуске новостей говорится о выходе из Земного Альянса колоний на Орионе-7 и Проксиме-3. В этот момент происходит штурм студии.
К «Вавилону-5», помимо «Александра», прибывает фрегат «Черчилль». Капитан Сандра Хироси сообщает, что президент Кларк попытается силой захватить «Вавилон-5». Капитан Шеридан решает драться с земной эскадрой. Перед боем Шеридан связывается с отцом. Тот одобряет действия сына.
«Вавилон-5» также выходит из Земного Альянса.
Командир эскадрильи предлагает Шеридану сдаться, а в ответ на отказ открывает огонь. Помимо сражений в космосе силы Кларка пытаются высадить десант на станцию.
Во время боя «Черчилль» получает сильные повреждения, в результате капитан Хироси решает идти на таран крейсера «Роанок». В итоге оба корабля уничтожены. «Агриппа» сильно поврежден, так что Шеридан надеется на передышку, однако в это время с Земли прибывают новые силы — крейсеры «Олимпус» и «Нимрод». В это время из гиперпространства выходят три минбарских крейсера и «Белая звезда». Деленн объявляет, что впредь станция находится под защитой Минбара. Земные крейсеры решают отступить.
«Александер» решает искать союзников и покидает зону станции. Так же со станции депортируют членов Ночной Стражи и сочувствующих Кларку. В конце эпизода Шеридан снимает форму земных сил.
Финальный кадр эпизода — в «Зокало» Шеридану оставшиеся на «Вавилоне-5» устраивают овацию. На заднем плане виден порванный плакат «Предателям не скрыться».

## Дополнительный сюжет
Деленн получает сведения от одного из своих агентов, что некоторые из неприсоединившихся миров вступили в союз с Тенями и начали войны друг с другом. Так же агент сообщил, что Серый Совет решил не вмешиваться. Деленн отправляется на Минбар.
Члены Серого Совета отказываются встретиться с Деленн, однако та силой прорывается на совет. Она распускает Совет. Члены каст жрецов и мастеров покидают Совет.

## Интересные факты
- Точный перевод названия — «Несбывшиеся мечты»